# Histoires courtes de Baker Street

## L'Incident sur la Tamise
Histoire de la série Baker Street de Pierre Veys et Nicolas Barral. Elle est publiée pour la première fois dans le journal Spirou no 3107 (1997).

### Synopsis
Holmes et Watson sont invités à rencontrer Lord Jameson au
Novis Club. Introduit par celui-ci afin de prendre une collation, il leur
présente l’agent Wilkinson et Lord Beverage. Ce dernier leur narre alors une
aventure assez particulière dont il a été l’objet. Il s’agit en fait d’un
incident survenu lorsqu’il remontait la Tamise près du London Bridge. Accoudé à
l’arrière du bâtiment,  il est jeté
brutalement à l’eau par une force inconnue. Holmes résout cette énigme de façon
brillante en développant une théorie où le jet d’un lest d’aérostat en serait
la cause. Malheureusement, la vérité tombe de la femme même du Lord (ivrogne
notoire) au cours d’une séance de culpabilisation intense de son mari,
provoquant du même coup la moquerie de Watson et la colère d’Holmes.

### Publication
Cette nouvelle est parue dans l'hebdomadaire "SPIROU" n° 3107 du 29 octobre 1997.
Elle est imprimée aux pages 23 à 28 et correspond à 6 planches couleurs.

## Ophiophobie
Histoire de la série Baker Street de Pierre Veys et Nicolas Barral. Elle est publiée pour la première fois dans le journal Spirou no 3129 (1998).

### Synopsis
Holmes et Watson digèrent péniblement le repas de Madame
Hudson quand Lestrade vient leur apprendre la mort du Colonel Norton dans des
conditions horribles. Ils se rendent à son domicile où ils sont accueillis par
le précepteur, le fils un peu demeuré, Moloch le chien du Colonel et le
serviteur hindou. A peine Holmes a-t-il vu le cadavre et son rictus de peur
qu’il trouve la solution : le Colonel est mort de sa phobie des serpents
vivants sous terre (dans le pot de fleur) sortis devant lui et mangés ensuite
par le chien ! Aucune trace, aucune preuve ! Mais le fils débile sort
un serpent en caoutchouc de sa poche et Watson se « gosse » de cette
autre solution ! Au retour l’antagonisme habituel se déroule dans le fiacre
entre Holmes et Watson. Pourtant… La solution est bien ailleurs.

### Publication
Cette nouvelle est parue dans l'hebdomadaire "SPIROU" n° 3129 du 1er avril 1998.
Elle est imprimée aux pages 34 à 38 et correspond à 5 planches couleurs.

## Tossing the caber
Histoire de la série Baker Street de Pierre Veys et Nicolas Barral. Elle est publiée pour la première fois dans le journal Spirou no 3140 (1998).